# Battlefield: Bad Company

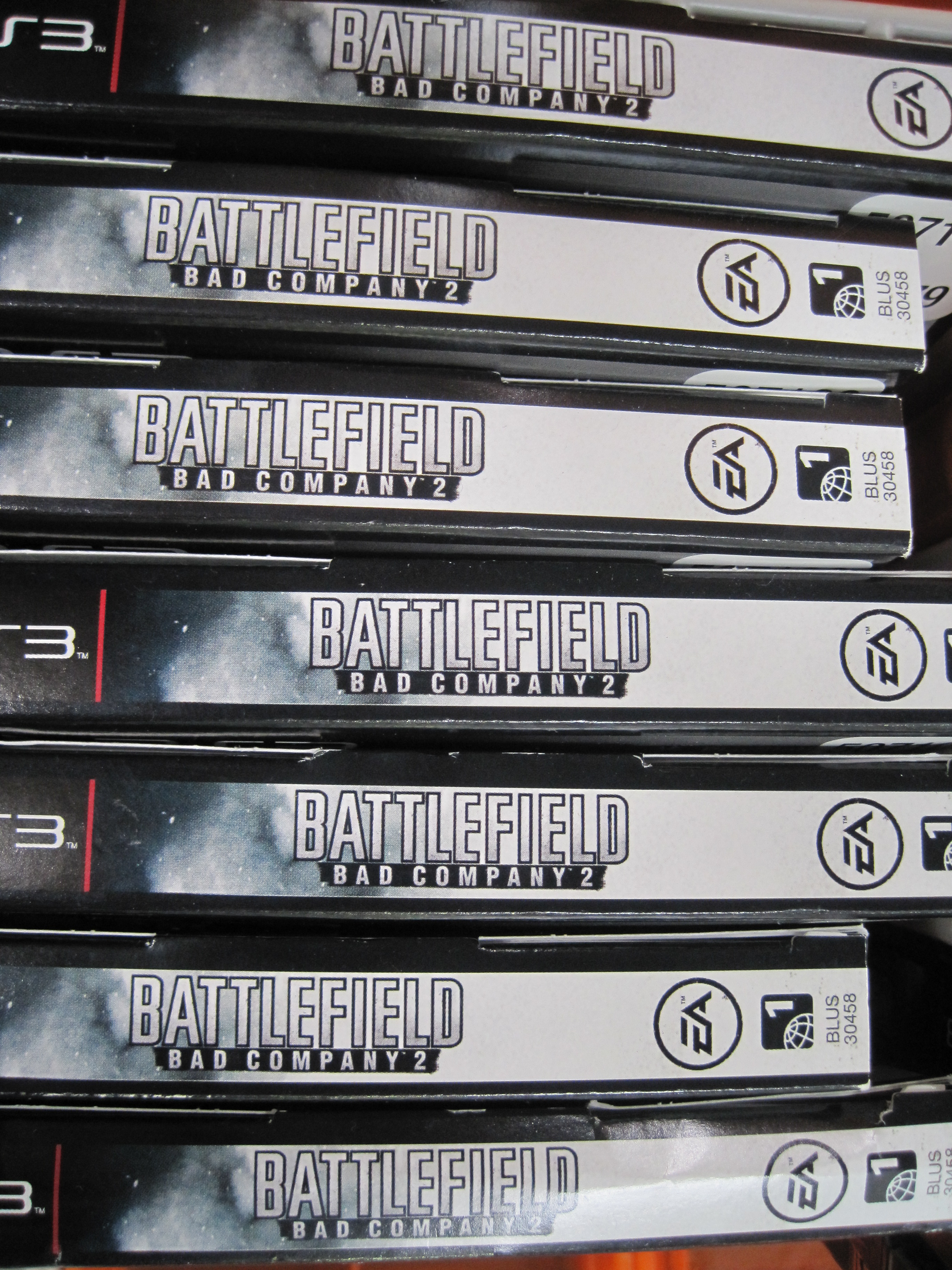
Caixes de joc per a la consola PlayStation 3.

Battlefield: Bad Company (abreviat BFBC) és un videojoc d'acció en primera persona sota el desenvolupament de Digital Illusions CE. Actualment està previst que es llançarà per Xbox 360 i PlayStation 3, Bad Company serà el primer videojoc Battlefield de les consoles de setena generació. Més informació sobre les versions d'ordinador i PlayStation Portable s'estan especulant i pot ser anunciat aviat. Està previst que es llançarà pel 2008.
El tràiler (teaser) es va llançar el 28 de febrer del 2007 mostrant entorns destructibles i molta jugabilitat visual.
Com en el Battlefield 2142, el nombre de classes de soldats és menor, acosneguint que es combinin diferents classes de soldats. Es crearan "noves armes i equips".